# N747PA
N747PA era la matrícula de un Boeing 747-121. También conocido como "Clipper Juan T. Trippe", fue el segundo 747 en ser construido. Fue comprado por Pan Am el 3 de octubre de 1970. Después de un accidente en 1971, la aeronave siguió prestando servicio a Pan Am hasta el colapso de la aerolínea en 1991. Sirvió como carguero hasta 1997 cuando fue usado como fuente de piezas de repuesto. En el año 2000, fue comprado por una pareja surcoreana y convertido en un restaurante. Después de estar abandonado por años ante la caída del restaurante en 2005, la aeronave fue finalmente desguazada en 2010.

## Historia de la aeronave
N747PA fue completado el 28 de febrero de 1969. Originalmente matriculado como N732PA, fue cambiado a N747PA tempranamente. La aeronave fue usada por Boeing para vuelos de prueba antes de ser entregada a Pan Am, la cual inmediatamente la mandó a un tour promocional extensivo alrededor de los Estados Unidos y el resto del mundo para mostrar al 747 al público. El 14 de enero de 1970, la entonces primera dama Pat Nixon bautizó a la aeronave "Jet Clipper America" en una ceremonia en el Aeropuerto Internacional de Dulles. La aeronave se unió a la flota de Pan Am después ese mismo año. Con su matrícula fácil de reconocer, N747PA se volvió uno de los más reconocidos fácilmente e icónicos aviones en la flota de Pan Am, incluso siendo referido por algunos como el buque insignia de la aerolínea de facto.

## Vuelo 845 de Pan Am
El 30 de julio de 1971, mientras operaba como el Vuelo 845 de Pan Am, N747PA golpeó un sistema de aproximación por luces mientras despegaba. La tripulación había planeado y calculado su despegue en la pista 28L pero descubrieron justo después del pushback que la pista había cerrado horas antes por mantenimiento y que los primeros 1,000 pies (300 m) de la pista 01R, la pista preferente en ese momento también habían sido cerrados. Después de consultar con los despachador de vuelo de Pan Am y la torre de control, la tripulación decidió despegar de la pista 01R, más corta comparada con la 28L, con condiciones de viento menos favorables.
La pista 01R medía alrededor de 8,500 pies (2,600 m) desde su umbral desplazado (desde el punto donde el despegue iba a empezar) al final, la cual era la longitud disponible del despegue para el vuelo 845. Por varios malentendidos, la tripulación de vuelo fue errónamente informada que la longitud disponible del despegue desde el umbral desplazado era 9,500 pies (2,900 m), o 1,000 pies (300 m) más larga que los que estaban disponibles. A pesar de la menor longitud, después fue determinado que la aeronave pudo haber despegado de manera segura si los procedimientos adecuados hubieran sido seguidos.
Cuando la tripulación se preparó para el despegue en la pista más corta, seleccionaron flaps a 20 grados en vez de su originalmente planeada configuración de 10 grados pero no recalcularon sus velocidades de referencia del despegue (V1, Vr y V2), las cuales fueron calculadas por la configuración de flaps más cortas, y estos eran muy altos por su configuración del despegue actual.
En consecuencia, estas velocidades críticas fueron dichas tarde, y el giro de despegue de la aeronave fue prolongado abnormalmente. De hecho, el primer oficial dijo Vr a 160 nudos (300 km/h; 180 mph) en vez de los planeados 164 nudos (304 km/h; 189 mph) porque el fin de la pista estaba "llegando a una velocidad muy rápida."
Una de las vigas de luz atravesó la cabina e hirió a dos passajeros, uno casi teniendo que amputarse el pie. El tren de aterrizaje principal debajo del fuselaje fue forzado dentro de éste, mientras que el tren izquierdo fue arrancado y dejado colgando. Tres de los cuatro sistema hidráulicos dejaron de funcionar, así como varias superficies de ala y de control, el control del antiskid y tres rampas de evacuación. La aeronave aterrizó de vuelta en San Francisco después de derramar combustible. Debido al tren de aterrizaje faltante y cambios en el centro de gravedad del derrame de combustible, N747PA se inclinó en su cola con la nariz arriba. En total, hubo 29 heridos, con 8 requiriendo hospitalización.
La Junta Nacional de Seguridad en el Transporte concluyó que un error del piloto fue la causa del accidente, citando el incorrecto aporte de la tripulación de las velocidades de referencia del despegue y la unusual naturaleza de los eventos que llevaron a la colisión.

## Historia posterior

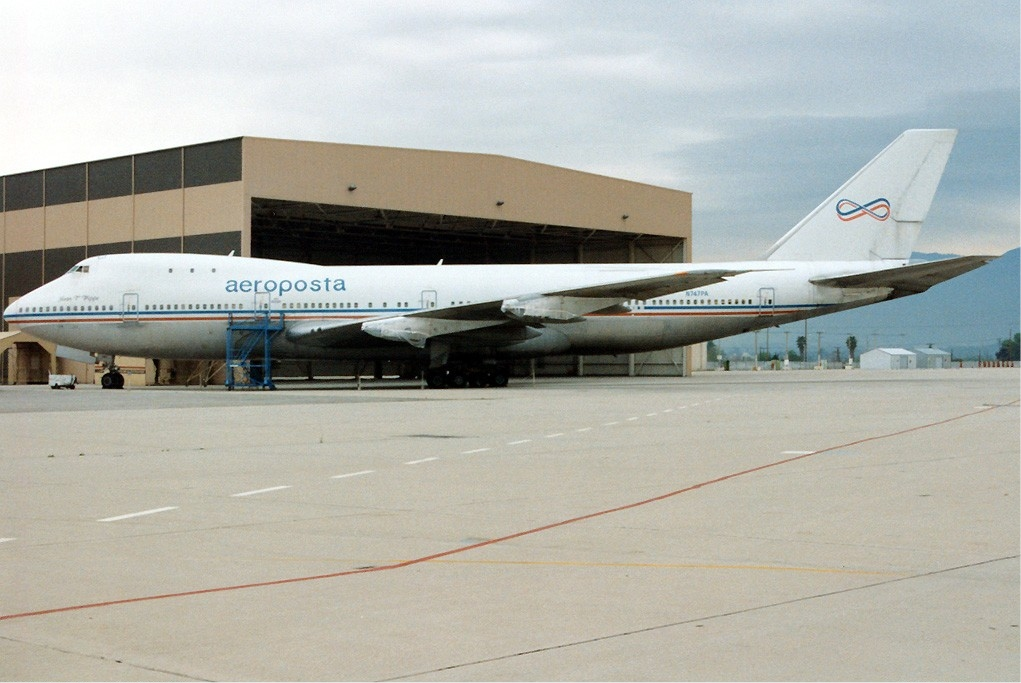
N747PA en 1995, después de la instalación de la puerta de carga lateral (atrás del ala). En ese momento estaba en servicio con Aeroposta.

Después del accidente, la aeronave fue reparada y volvió al servicio con Pan Am poco después.En 1973 fue re-matriculado a N747QC y vendido a Air Zaïre, la cual lo renombró a Mont Floyo.Volvió a Pan Am en 1975, y fue renombrado a "Clipper Sea Lark" en 1980, y luego "Clipper Juan T. Trippe" en 1981 en honor del fundador de Pan Am, Juan T. Trippe después de su muerte ese año. En 1988, la aeronave recibió una puerta de carga lateral y suelo reforzado como parte de requisitos de transporte aéreo del Departamento de Defensa de los Estados Unidos bajo la Flota Aérea de Reserva Civil.
Cuando Pan Am cesó operaciones el 4 de diciembre de 1991, General Electric Credit Corporation tomó propiedad de N747PA. Era el último 747 que Pan Am dejó cuando salió del Aeropuerto Internacional John F. Kennedy el 12 de mayo de 1992.Fue vendido a la aerolínea argentina Aeroposta y poco después a Kabo Air en 1993.La aeronave sería dejada en tierra en 1997 y usada como fuente de piezas de repuesto, debido a su estructura de avión acercándose a la necesidad de un D-Check mayor ya no se ajusta a los nuevos criterios de ruido. Eventualmente, fue roto en diciembre de 1999 en el Aeropuerto Internacional de San Bernardino.

## "Jumbo 747"

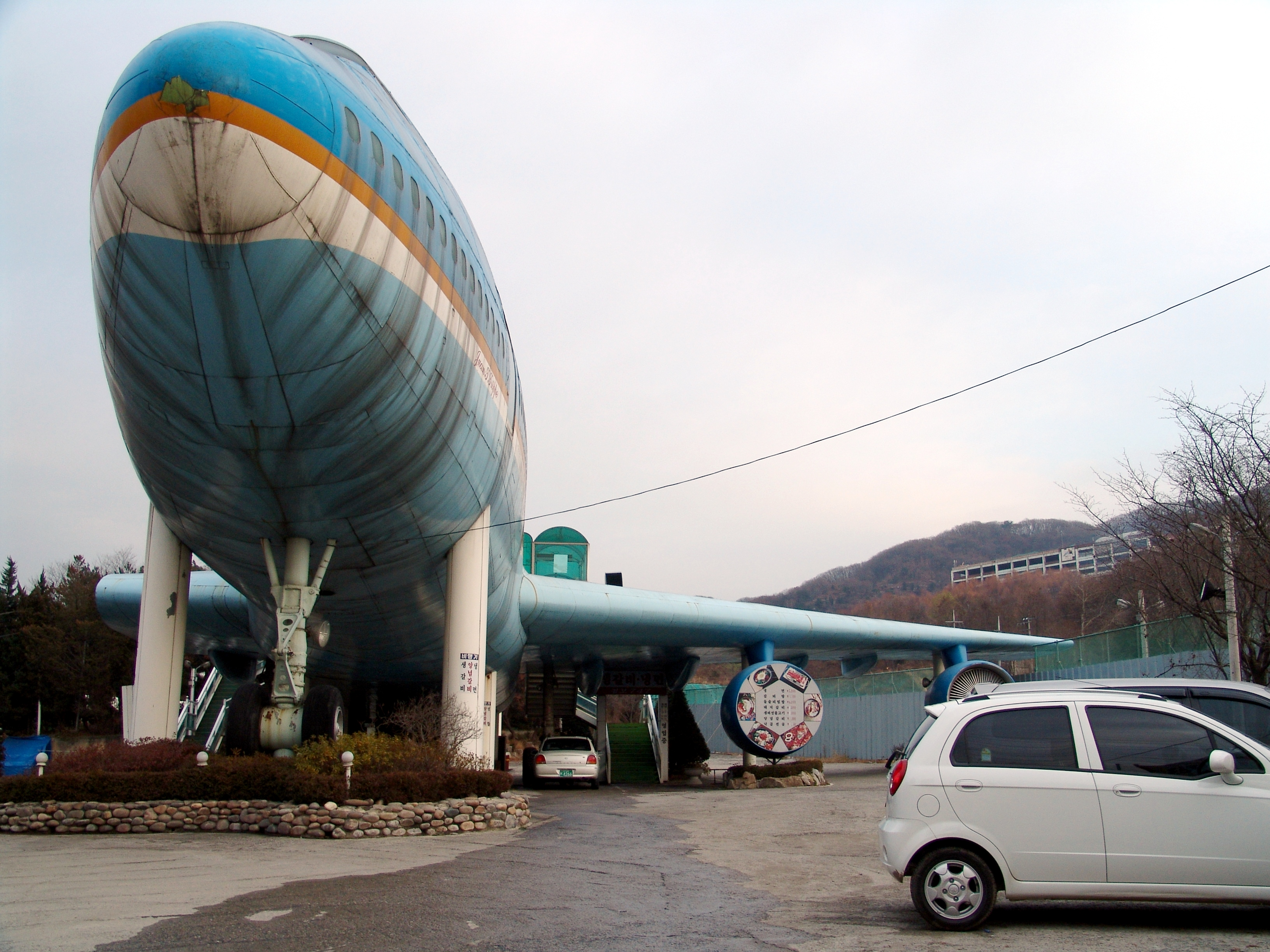
La aeronave en su estado final en 2005.

A inicios de los 2000, los restos de la aeronave fueron comprados por una pareja surcoreana y convertidos en un restaurante llamado "Jumbo 747". Localizado en Hopyeong, Namyangju, Corea del Sur, el avión fue pintado para que se viera como un Boeing VC-25A (Air Force One). El restaurante cerró en 2005, y el avión quedaría abandonado por varios años.Después de que el restaurante cerrara, hubo peticiones y campañas de numerosos entusiastas de la aviación para museos o gobiernos locales para preservar el avión histórico. En diciembre de 2010, los restos de N747PA fueron finalmente desguazados.
En 2017, el autor Cody Diamond publicó en Airways un artículo diciendo que N747PA había sido solo desguazado parcialmente y que tres piezas grandes del fuselaje fueron salvadas y movidas no tan lejos del suburbio de Wolmuncheon-ro. La antigua aeronave luego fue reportada de ser usada como iglesia en una librea de Korean Air.(Ubicación: 1052-7 Wolmun-ri, Wabu-eup, Namyangju-si, Gyeonggi-do, Corea del Sur).Sin embargo, esta afirmación fue probada incorrecta, ya que el 747 que afirmaron ser N747PA había estado ahí antes de que la aeronave fuera desguazada. En 2020, la iglesia del 747 desconocida fue removida también y reemplazada por un edificio nuevo.